# Strada statale 674 Tangenziale Ovest di Siena
La strada statale 674 Tangenziale Ovest di Siena è una strada statale italiana.

Si presenta come una superstrada a carreggiata doppia, con due corsie per ogni senso di marcia. Costituisce di fatto la prosecuzione del raccordo autostradale Firenze-Siena che collega il capoluogo toscano con la città di Siena; il cambio di denominazione avviene in corrispondenza dell'uscita Siena Nord.
La classificazione è avvenuta col decreto ministeriale del 16 marzo 1999, che definisce come segue l'itinerario: "Svincolo col R. A. 03 Siena - Firenze presso Siena - Svincolo con la S.S. n. 223 presso Siena".

## Tabella percorso
| Tangenziale Ovest di Siena |                                                                                           |      |           |
| Tipo                       | Indicazione                                                                               | ↓km↓ | Provincia |
|                            | Firenze - Siena                                                                           | 0,0  | SI        |
|                            | Siena Nord Cassia Nord - Chiantigiana                                                     | 0,3  | SI        |
|                            | Siena Acqua Calda Petriccio                                                               | 2,5  | SI        |
|                            | Area di servizio "Siena Tangenziale"                                                      | 5,7  | SI        |
|                            | Area di servizio "San Marco"                                                              | 6,1  | SI        |
|                            | Siena Ovest Porta San Marco - Aeroporto di Siena-Ampugnano - Monticiano - Massa Marittima | 6,5  | SI        |
|                            | Siena Sud Porta Romana - Porta Tufi - Zona Industriale - Buonconvento - Roma              | 7,7  | SI        |
|                            | Arezzo Perugia                                                                            | 8,2  | SI        |
|                            | Grosseto                                                                                  | 8,3  | SI        |